# Ippado
Ippado är en ö i Sydkorea.  Den ligger i provinsen Gyeonggi, i den nordvästra delen av landet, 60 km sydväst om huvudstaden Seoul.